# Картографија
Картографија (грч. Χάρτης - карта и graphein - писати) је наука која се бави изучавањем и израдом карата и глобуса. Карте су се традиционално израђивале помоћу оловке и папира, али напредак и распрострањеност рачунара је револуционализовао картографију. Већина карата комерцијалног квалитета се данас праве помоћу неког од програма за израду мапа који спада у једну од ових основних типова; CAD, ГИС, или специјализовани програми за илустрацију мапа.
Карте представљају помоћ у сагледавању просторних података. Просторни податак се прикупља мерењем и може бити чуван у бази података, из које се може лако извући за различите потребе. Тренутна стремљења у овој области се удаљавају од аналогних метода израде мапа а према креирању све динамичније, интерактивне карте којом се може дигитално манипулисати.
Картографија комбинује и уметност и науку, обухватајући употребу симбола као представнике одређених географских феномена и способност сагледавања света у апстрактном пропорционално умањеном облику. Картографска премиса се заснива на томе да је свет могуће мерити и да је на основу тога могуће направити поуздану представу или модел те стварности.

## Историја
Карте представљају саставни део људске историје. Није познато када је настала прва (можда пре 8.000 година - али свакако пре писане речи). Познато је да су постојале у Европским културама, на Средњем истоку, Кини, Индији и другим деловима света.
Најстарија сачувана мапа се тренутно налази као зидна слика древног турског града Чатал Хојука која је датирана као настала крајем 7 миленијума п. н. е.
Мапа мунди је генерални назив којим се именују европске карте света из Средњег века. Познато је за око 1,100 оваквих карата да постоје и дан данас. О њих, око 900 је пронађено као илустрација у рукописима а преостале су направљене као појединачни документи.
У добу великих географских открића од 15. века до 17. века, картографи су прецртавали раније карте (од којих су неке нису мењане вековима) и цртали своје базиране на опажањима истраживача и новим техникама геометарског мерења. Откриће компаса, телескопа и секстанта омогућило је повећање тачности приказа на карти.

## Подела картографије
С обзиром на карактер делатности којом се бави постоје:
1. научна картографија (картографска наука) - у коју спадају
  1. теоретска
  2. експериментална, и
2. производна картографија (картографска техника)[4]

Могуће су и друге поделе картографије. Тако нпр. према врсти садржаја који се приказује, а који је био предмет истраживања, могуће је картографију поделити на:
- географску
  - општегеографску (топографска, хорографска итд.)
  - тематску (геолошка, економска, историјска итд.), и
- космичку.